# U-Bahnhof Nürnberger Platz

Ansichtskarte des U-Bahnhofs Nürnberger Platz aus der Eröffnungszeit (1913) mit hineinmontierten Fahrgästen und Zug.

Der U-Bahnhof Nürnberger Platz war ein U-Bahnhof der heute als Linie U3 der Berliner U-Bahn bezeichneten ehemaligen Wilmersdorf-Dahlemer Untergrundbahn im heutigen Bezirk Charlottenburg-Wilmersdorf. Er befand sich unterhalb des namensgebenden Platzes an der Grenze zwischen den heutigen Ortsteilen Wilmersdorf und Charlottenburg. Zum Zeitpunkt der Inbetriebnahme am 12. Oktober 1913 lag die Station zwischen den U-Bahnhöfen Wittenbergplatz und Hohenzollernplatz.
Der Bahnhof wurde von Alfred Grenander nach dem Vorbild der übrigen Bahnhöfe der Hochbahngesellschaft geplant. Die als Tunnelbahnhof mit Mittelbahnsteig konzipierte Haltestelle ähnelte dem U-Bahnhof Uhlandstraße und ruhte wie diese auf stählernen Mittelstützen. Die elliptisch gefliesten Stationsfelder und Reklametafeln waren grün umrandet.
Der nördliche Charlottenburger Zugang war, den Vorgaben der Hochbahngesellschaft entsprechend, mit einfachen Stahlstützen gestaltet, während der südliche Wilmersdorfer Zugang nach Vorbild der übrigen Wilmersdorfer U-Bahnhöfe von Wilhelm Leitgebel mit prunkvollen steinernen Pylonen und einer Steinumwehrung geschmückt war. Bereits Ende der 1920er Jahre wurde dieser Zugang aber durch ein schlichtes Eisenportal ersetzt. 
Trotz erheblicher Zerstörung im Zweiten Weltkrieg wurde der U-Bahnhof zunächst wieder aufgebaut, bevor er am 1. Juni 1959 geschlossen und abgebrochen wurde. Grund hierfür war der Neubau des U-Bahnhofs Spichernstraße als Kreuzung der damaligen Linien AII und BII sowie der Neubaulinie G. Als Ersatz für den U-Bahnhof Nürnberger Platz wurde 1961 der U-Bahnhof Augsburger Straße eröffnet. Heute befindet sich an der Stelle des ehemaligen U-Bahnhofs die Abstellanlage der Station Spichernstraße.